# Basilica di Valère

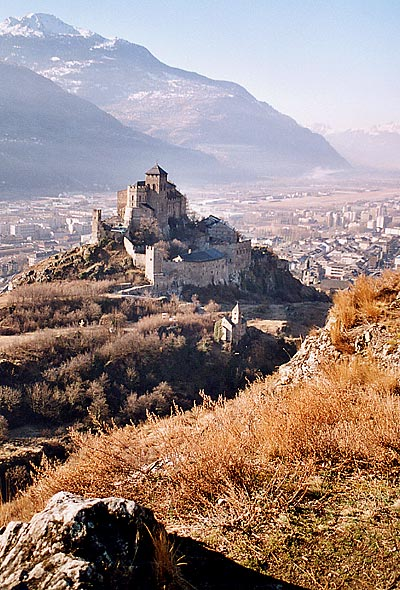
La basilica di Valère, sullo sfondo la città di Sion

La basilica di Valère, chiamata anche castello di Valère o Notre-Dame de Valère, è una chiesa fortificata sita sull'omonima collina della città di Sion, nel Canton Vallese. Si trova a un'altezza di 621 metri s.l.m. ed è di fronte al castello di Tourbillon, che si trova su un'altra collina.

## Storia
Fu eretta tra il XII e il XIII secolo ed era la residenza dei canonici del capitolo della cattedrale. Essi vi alloggiarono fino alla rivoluzione francese.
Le antiche dépendance dei canonici ospitano oggi il Museo di storia del Vallese, ivi fondato nel 1883 e interamente rifatto dal 2008. La basilica può egualmente essere visitata e in particolare ascoltare il suono del più antico organo al mondo (1430), che ancora oggi può essere suonato, durante il Festival annuale internazionale dell'organo antico e di musica antica.
La basilica di Valère ottenne il rango di basilica minore durante la visita di papa Giovanni Paolo II nel 1984.

## Restauri
L'insieme del sito di Valère è oggetto, dal 1987, di una campagna di restauri la cui quinta tappa, approvata dal Parlamento del Vallese il 15 marzo 2015, ha avuto inizio nel 2016. Diventato muto, l'antico organo è stato oggetto di una rimessa in condizioni di funzionamento nel 1954 dalla manifattura tedesca Kuhn, che ne ha consentito l'utilizzo a nuovo. I pannelli del buffet, dipinti dal pittore di Friburgo Peter Maggenberg verso il 1435; l'anta sinistra con la rappresentazione del matrimonio mistico di santa Caterina, patrona di Sion e del Vallese; l'anta destra, con l'apparizione di Cristo a Maria Maddalena che lo scambia per un giardiniere, sono stati restaurati a cura del Kunstmuseum di Basilea. Nel quadro della terza campagna di restauri del sito, esso ha beneficiato di un completo restauro nel 2004 da parte della manifattura Füglister di Sion. Fu parimenti nella stessa data che la rosa polilobata che lo sovrasta, probabilmente murata nel XV secolo, è stata ritrovata. In quell'occasione essa è stata ornata con una vetrata del vetraio Michel Delanoë e d'un intervento dell'artista Marie Antoinette Gorret.

## Organo
Probabilmente costruito dal 1430 e certamente acquisito nel 1437 da un fabbricante ignoto, l'organo di Valère è il più antico al mondo ancora suonabile. Esso dispone di una sola tastiera di quattro ottave con 45 tasti e una pedaliera di una sola ottava (l'ottava grave della tastiera e quella della pedaliera sono "corte", dunque prive delle note do#, ré#, fa# e sol#), e funziona sia con un motore sia con un mantice manuale. Il suo diapason insolito è di 448,5 Hz, ben un quarto di tono sopra il diapason moderno, così l'organo non può essere suonato che con difficoltà accompagnando altri strumenti.
I registri più antichi sono: la Super Ottava 2', la Quinta minore 1 1/3', il primo rango della Miscellanea 1' e il flauto di 4 piedi (Copel 4', il registro più antico, in legno di noce, degli alberi abbattuti ne XIV secolo). Nel 1687, Christopher Aebi de Soleure ha diviso i registri e aggiunte l'Ottava 4', la Quinta Maggiore 2 2/3' e il secondo rango della Miscellanea. Nel 1786, Félix Carlen ha costruito due mantici cuneiformi e i porta-vento e nel 1812 suo figlio, Giovan Battista Carlen, ha aggiunto le grandi canne di pedale.

## Galleria d'immagini

Vedute esterne della basilica
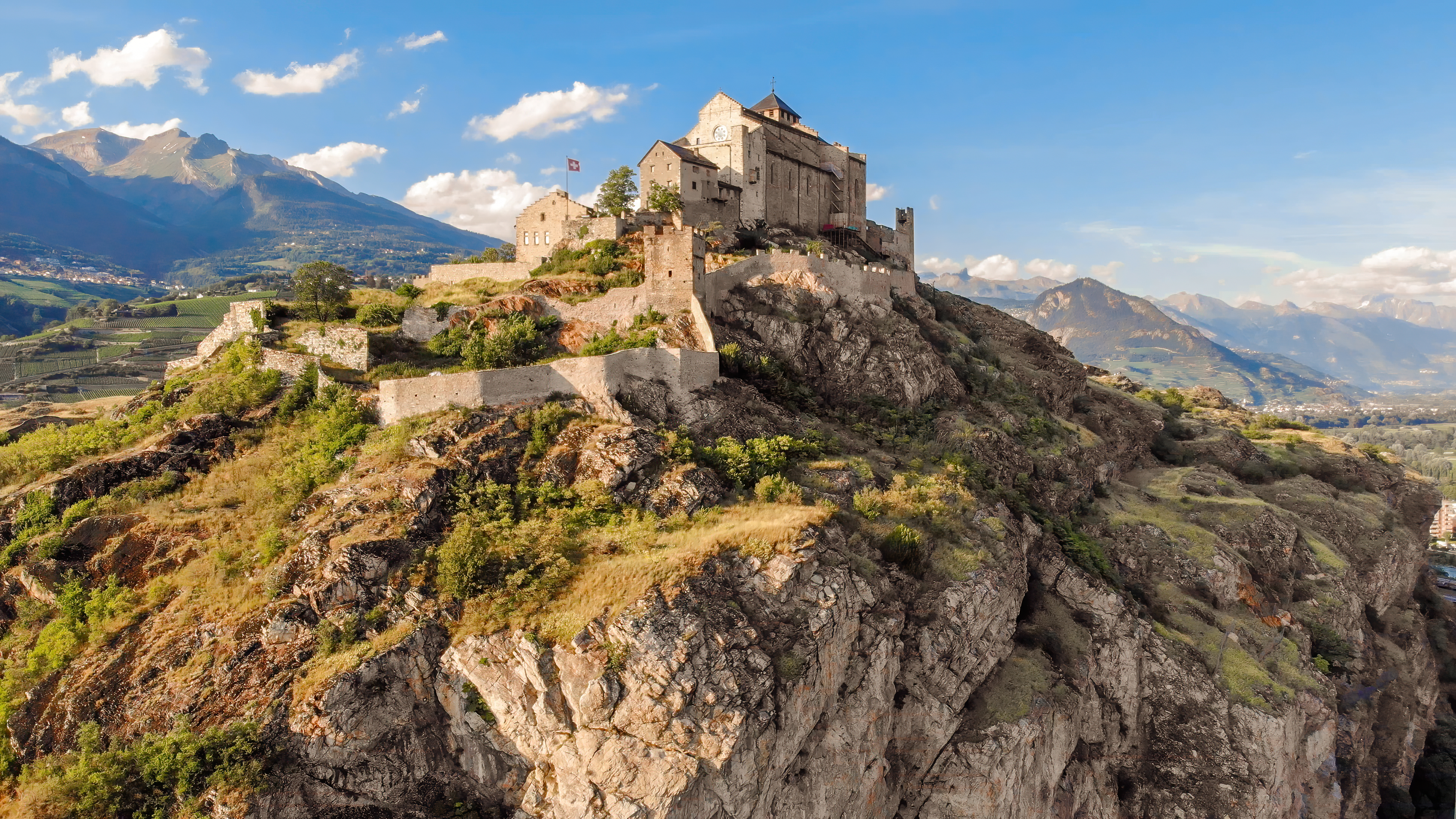
Veduta aerea della Basilica di Valère dal lato sud
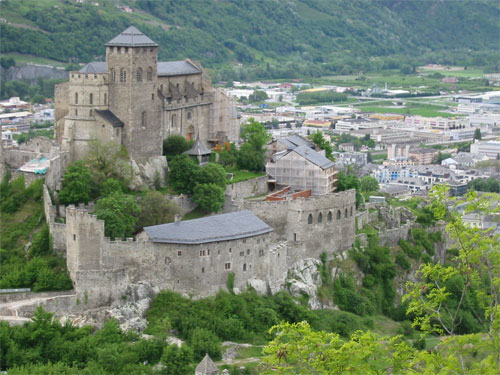
Chiesa di Notre-Dame de Valère
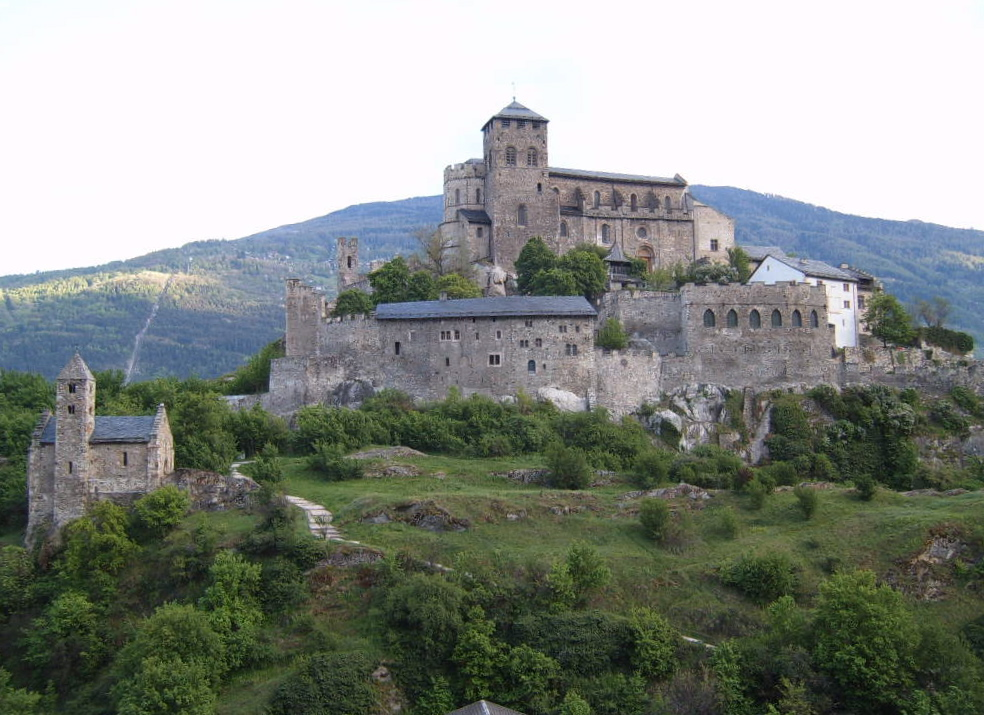
Chiesa di Notre-Dame de Valère
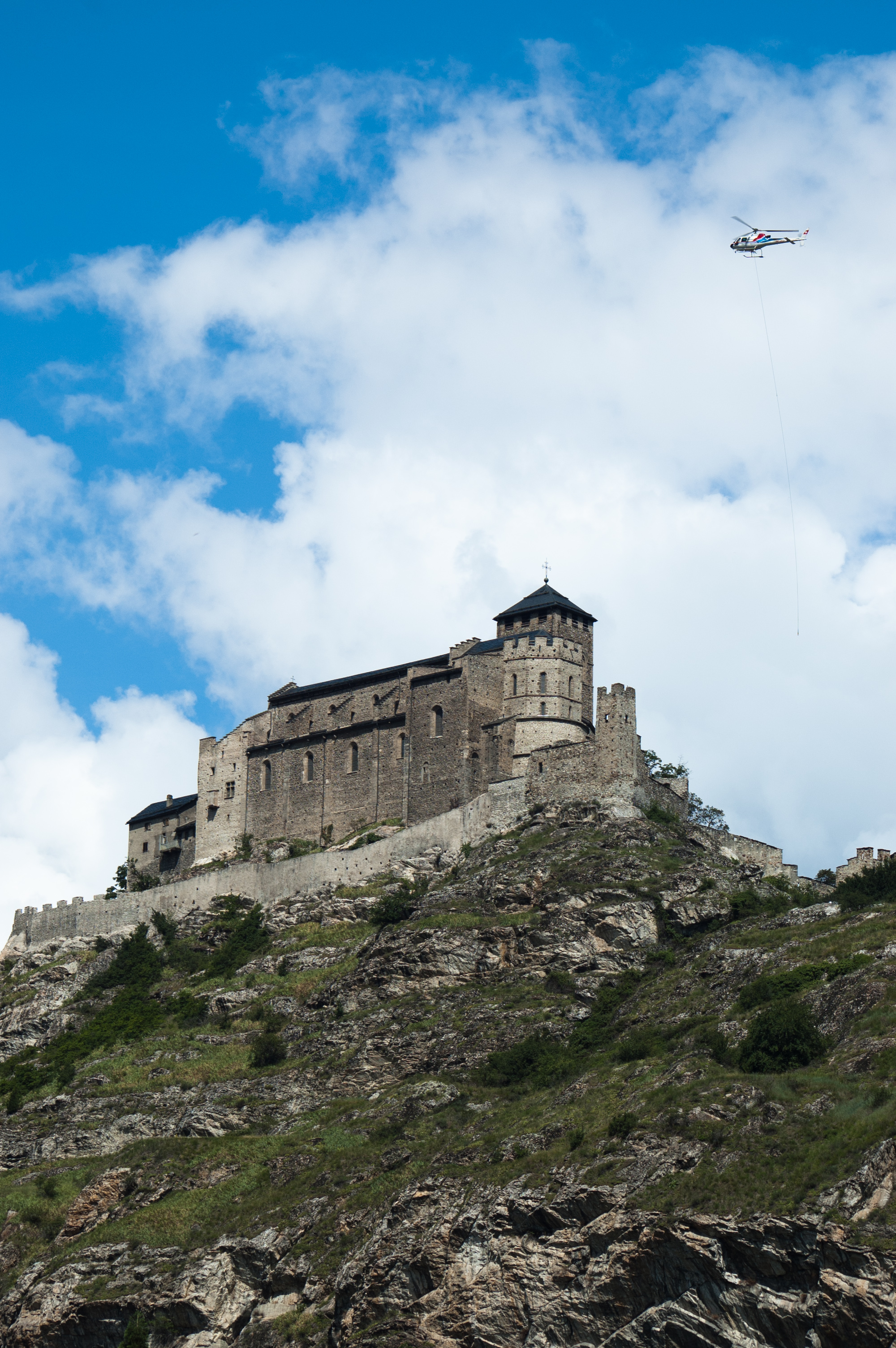
Veduta dai piedi della montagna
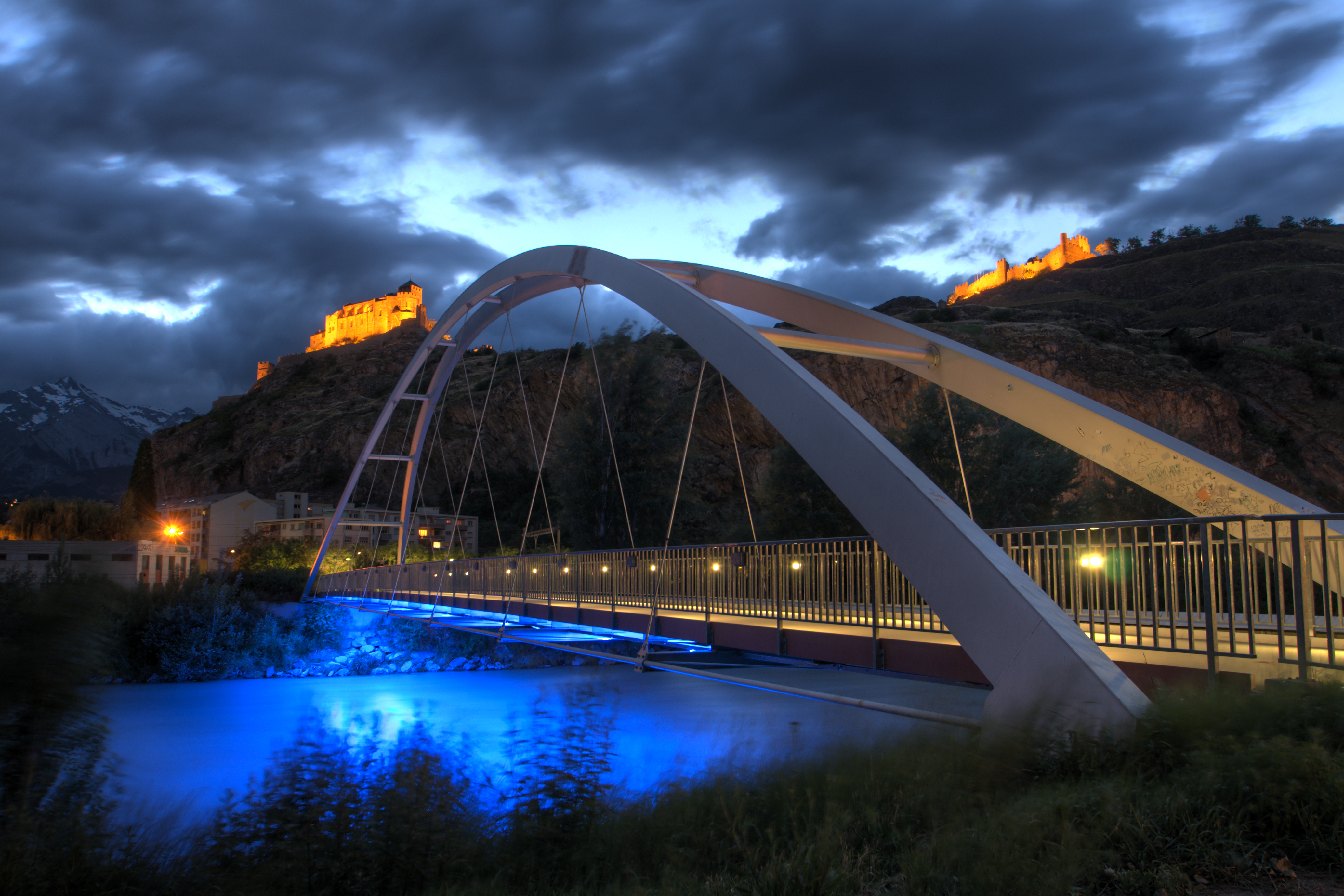
La passerella di Vissigen, in secondo piano; la basilica di Valère a sinistra e il castello di Tourbillon a destra
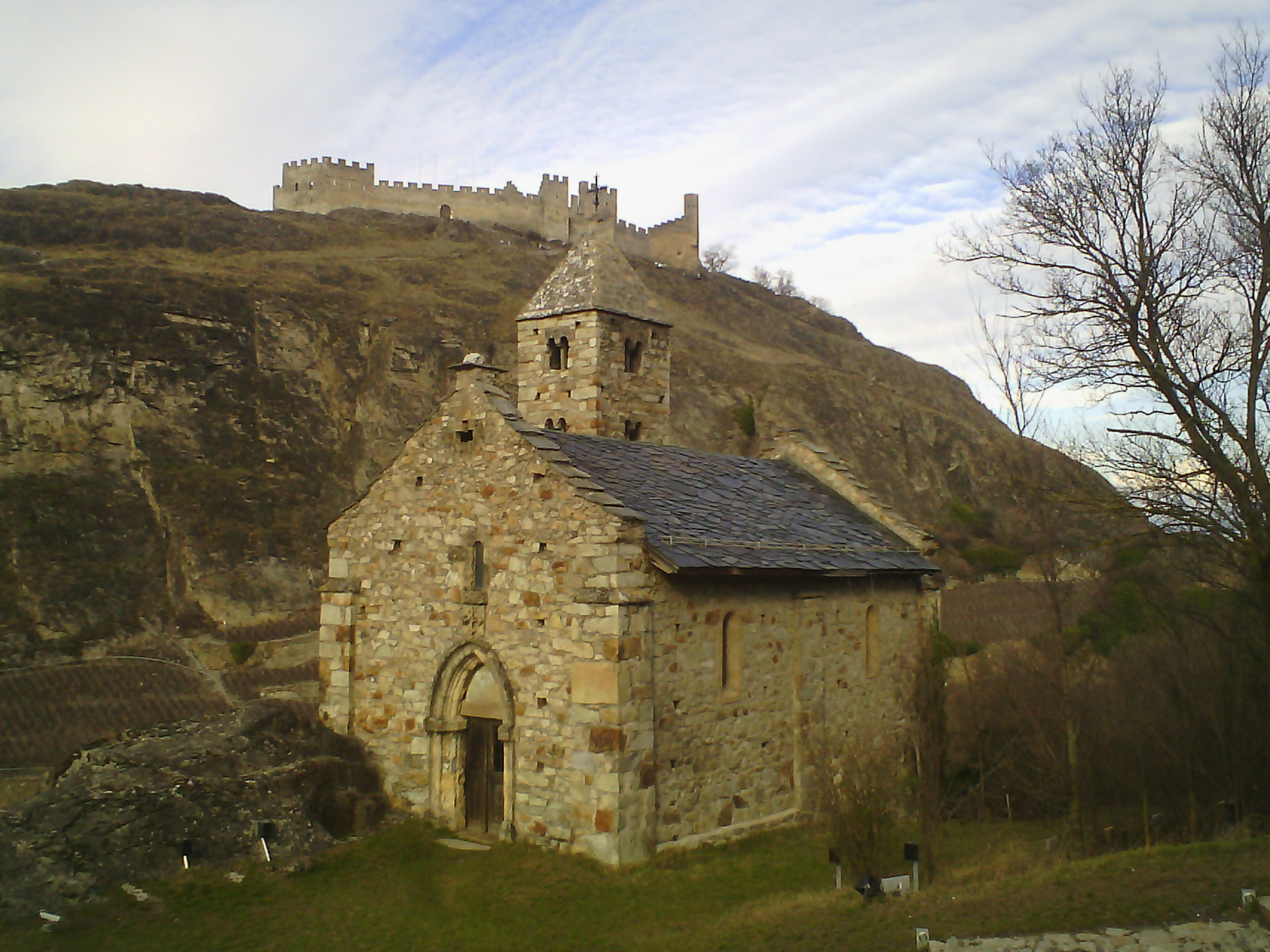
Cappella di Tutti i Santi con, sullo sfondo, il castello di Tourbillon